# Амбла
А́мбла (ест. Ambla küla) — селище в Естонії, у волості Ярва повіту Ярвамаа. Через селище проходить автошлях 5 (Пярну — Раквере — Симеру). Від селища починаються дороги 15126 (Амбла — Тамсалу), 15146 (Амбла — Кяравете — Албу), 15150 (Амбла — Рава). Населення — 299 осіб (на 31 грудня 2011).

## Історія
З 11 квітня 1991 до 21 жовтня 2017 року селище входило до складу волості Амбла й було її адміністративним центром.

## Пам'ятки

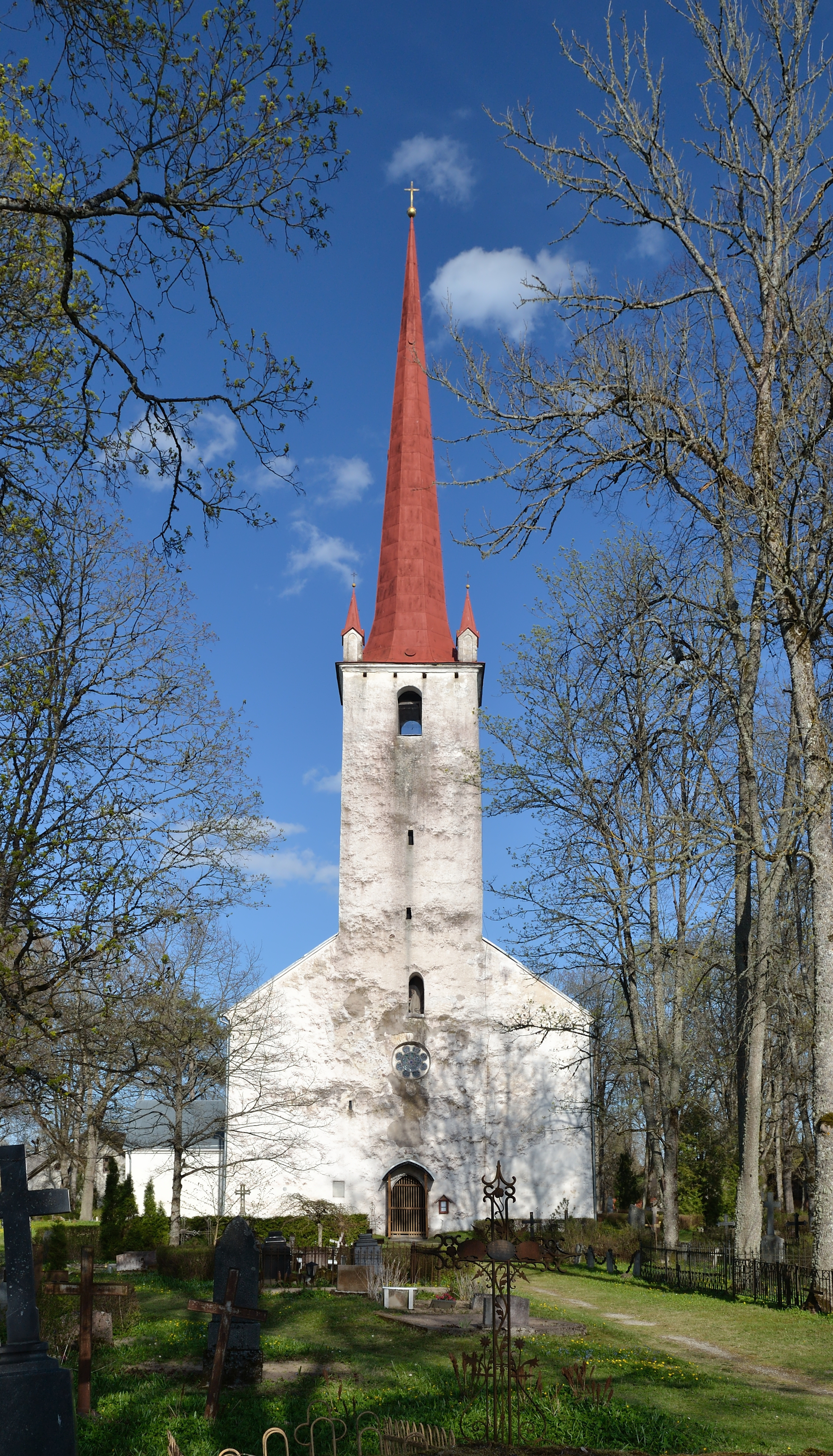
Кірха святої Діви Марії

- Лютеранська кірха святої Діви Марії (Ambla Püha Neitsi Maarja Kirik), пам'ятка архітектури[2]
- Меморіал війни за незалежність (Vabadussõja mälestussammas), історична пам'ятка[3]
- Будівля волосної управи (Ambla vallamaja), пам'ятка архітектури[4]

## Галерея

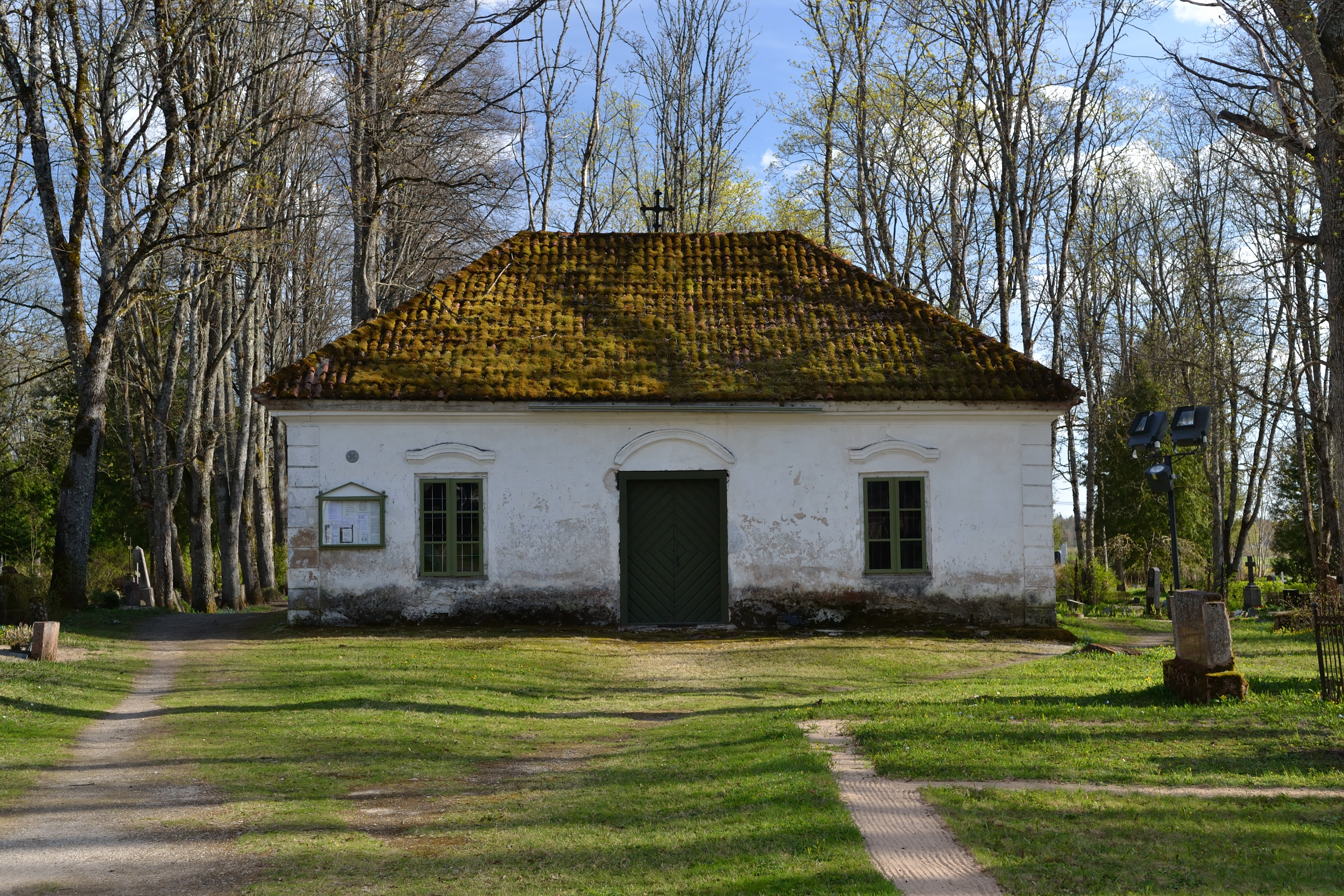
Каплиця при кірсі
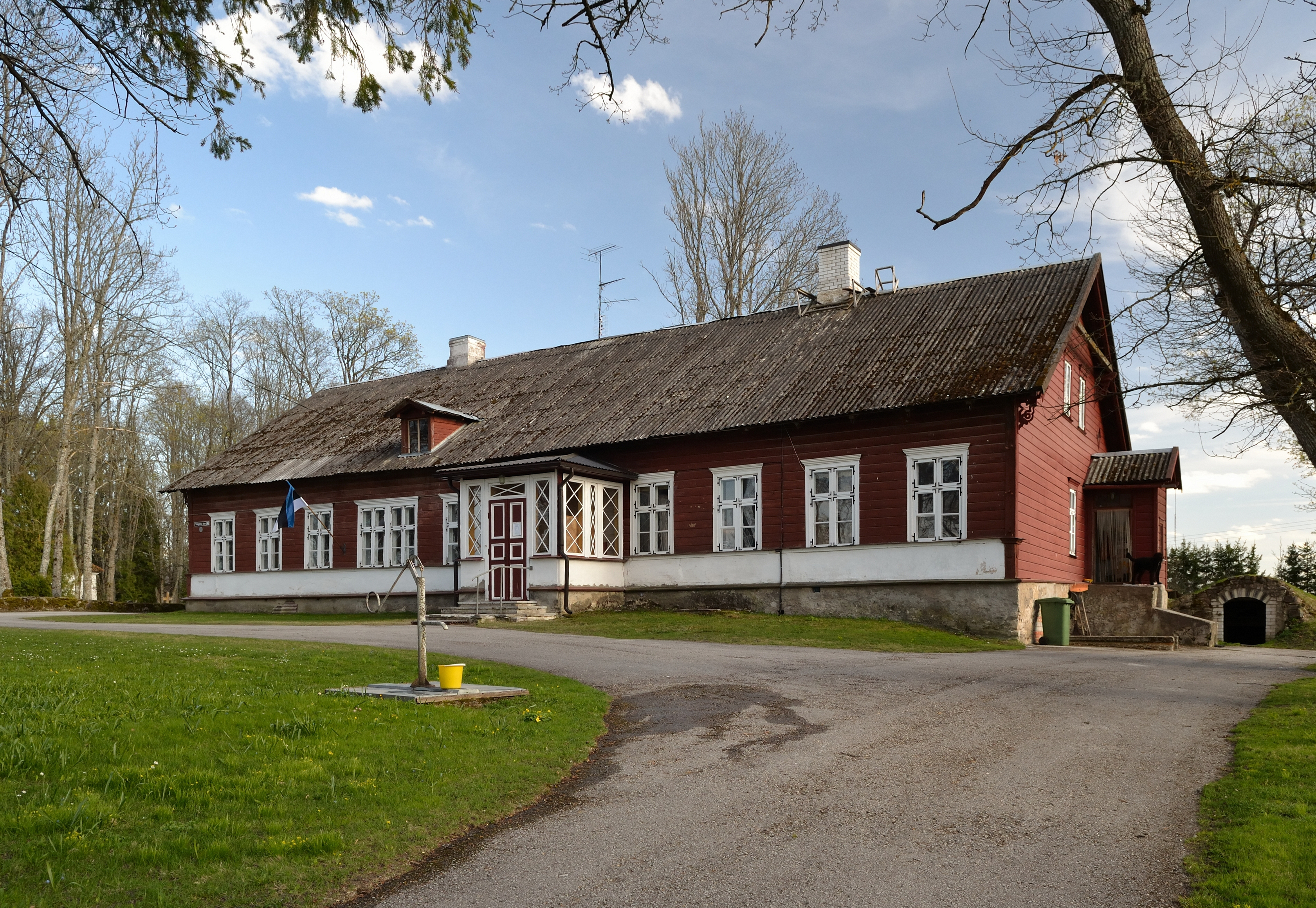
Головна будівля пасторату
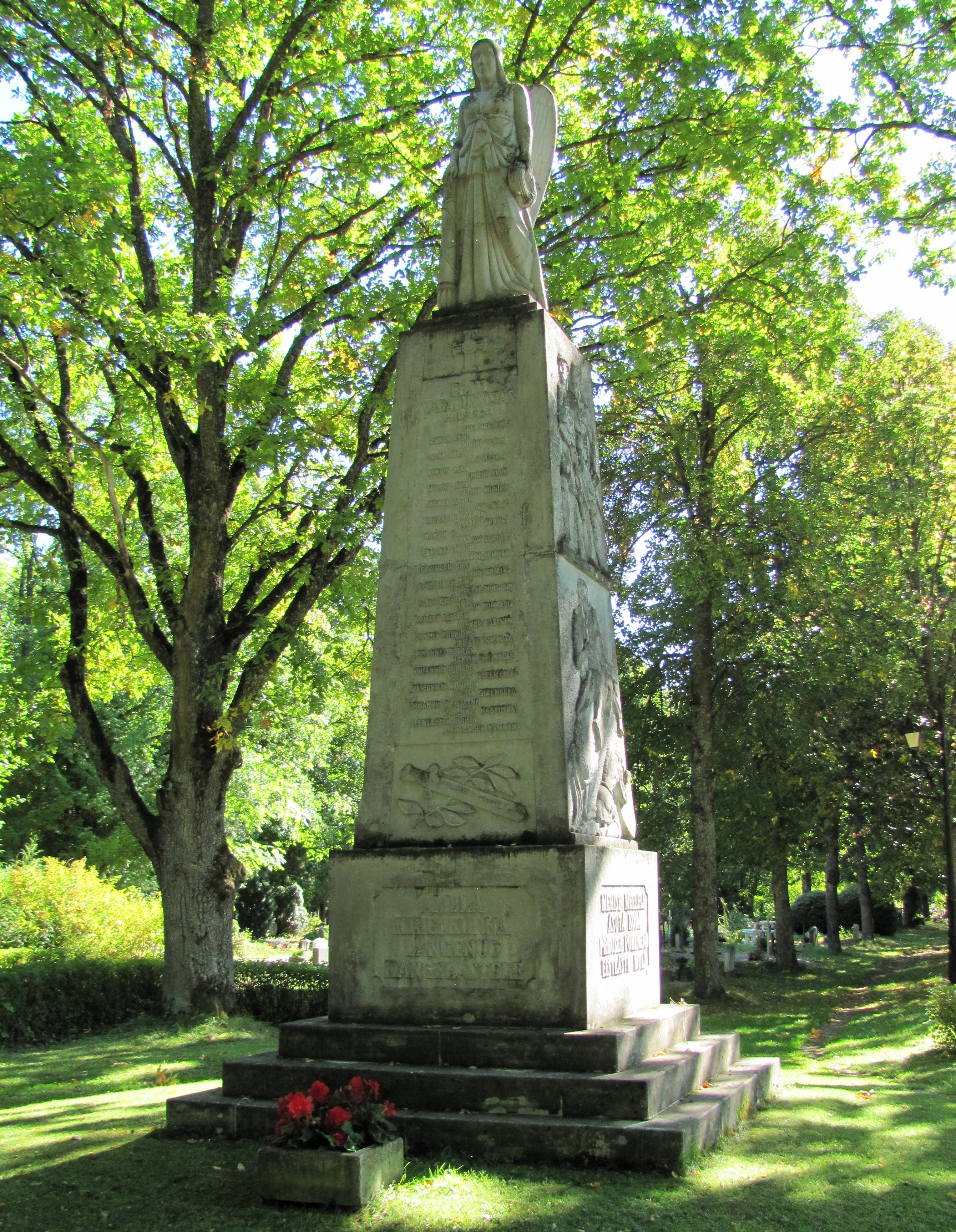
Меморіал війни за незалежність
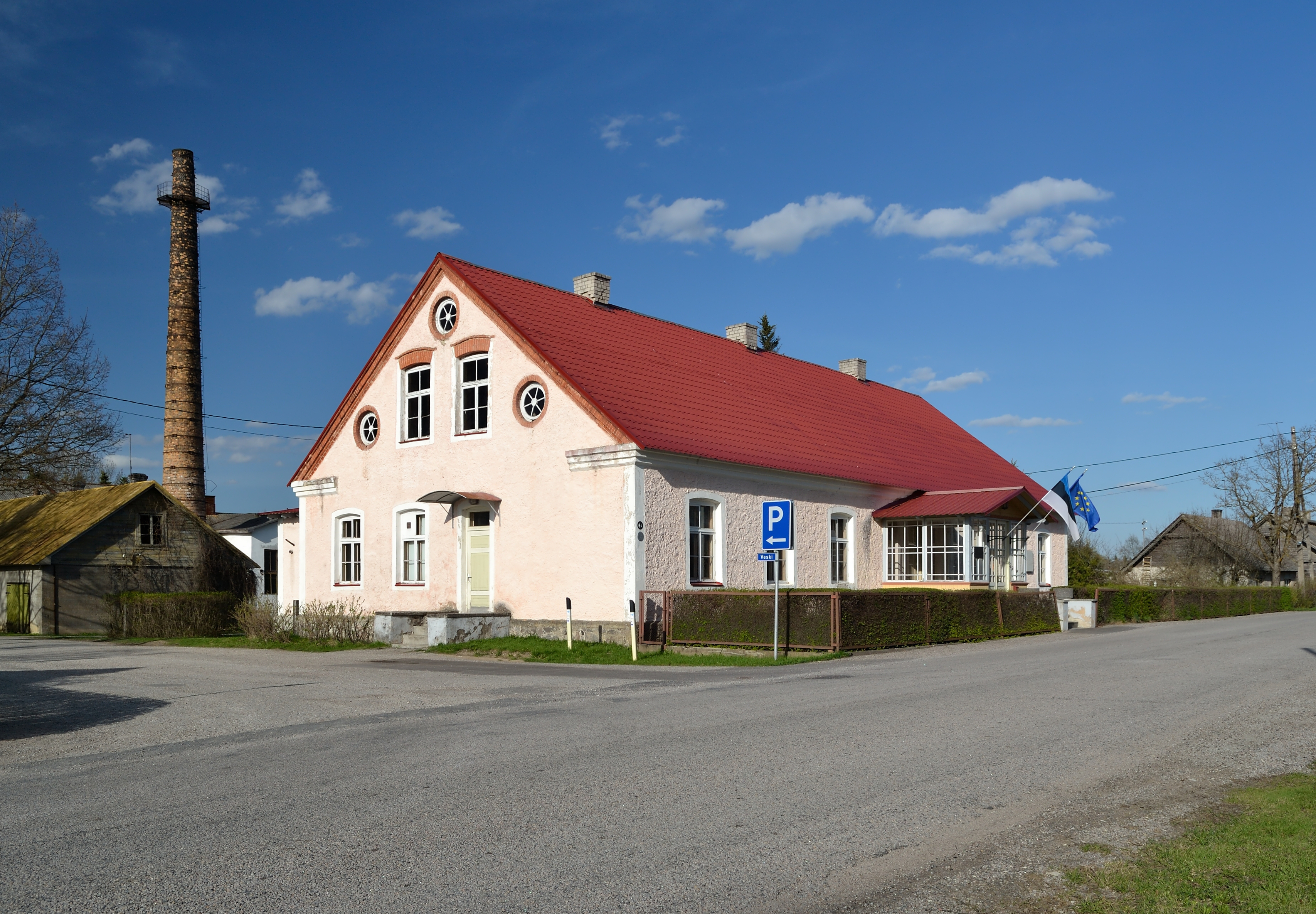
Колишня волосна управа

## Люди
В селі народився Валдов Альфред Янович (1913—1987) — робітник Талліннського машинобудівного заводу, футболіст збірної Естонії, Герой Соціалістичної Праці, депутат Верховної Ради СРСР 5—6-го скликань.